# Syllepte striginervalis
Syllepte striginervalis là một loài bướm đêm trong họ Crambidae.